# Plebejus iranica
Plebejus iranica är en fjärilsart som beskrevs av Forster 1938. Plebejus iranica ingår i släktet Plebejus och familjen juvelvingar. Inga underarter finns listade i Catalogue of Life.